# 熱利諾市鎮

熱利諾市鎮在北马其顿的位置

熱利諾市鎮是北馬其頓共和國的一個市镇，行政中心为熱利諾村，属于波洛格统计区。市镇總面積201.04平方公里，2002年人口24,390。
該市镇北臨耶古诺夫采市镇，東接斯科普里，西北面是泰托沃市镇，西鄰布尔韦尼察市镇，東南面是索皮什泰市镇，南毗馬其頓布羅德市鎮。

## 外部連結
- 官方网站